# Rudis Corrales
Rudis Alberto Rivera Corrales (* 6. November 1979 in La Union) ist ein ehemaliger Fußballspieler aus El Salvador.
Von 1997 bis 2004 spielte er beim CD Municipal Limeño, wo er auch seit 1986 in der Jugend spielte. Von 2004 bis 2010 stand er beim CD Águila unter Vertrag. 2011 wechselte zum Alianza FC. Bis zum Karriereende 2016 wechselte er dann zwischen Einsätzen für CD Dragón und für CD Aguiluchos USA
Für die Fußballnationalmannschaft von El Salvador bestritt Corrales 76 Spiele, bei denen er 17 Tore erzielte.